# 洪堡 (愛荷華州)
洪堡（英語：Humboldt）是一個位於美國愛荷華州洪堡縣的城市。

## 地理
洪堡的座標為42°43′25″N 94°13′17″W / 42.72361°N 94.22139°W，而該地的平均海拔高度為330米（即1083英尺）。

## 人口
根據2010年美國人口普查的數據，洪堡的面積為12.43平方千米，當中陸地面積為12.02平方千米，而水域面積為0.41平方千米。當地共有人口4690人，而人口密度為每平方千米377人。